# Robert Southey
Robert Southey (ur. 12 sierpnia 1774, zm. 21 marca 1843 w Keswick) – angielski poeta, przedstawiciel romantyzmu w literaturze angielskiej. Przez niektórych historyków literatury uznawany za jednego z tzw. „poetów jezior”.

## Życie

### Dzieciństwo i młodość
Southey urodził się w mieście Bristol w południowo-zachodniej Anglii. Był synem kupca Thomasa Southeya. W 1792 roku ukończył słynną szkołę średnią Westminster School, a w styczniu następnego roku wstąpił na Uniwersytet Oksfordzki. Jednak w końcu wieku XVIII uniwersytety angielskie stały na niskim poziomie i sam Southey podsumował lata nauki słowami: Wszystko czego się nauczyłem w Oksfordzie to pływanie i żeglowanie. Jednak to właśnie w czasach uniwersyteckich stał się zapalonym wyznawcą haseł rewolucji francuskiej. Pod ich wpływem stworzył też swoje pierwsze utwory – dramat Wat Tyler (1794, gloryfikujący jednego z przywódców średniowiecznego buntu chłopskiego z 1381 roku) oraz Joannę d’Arc (1796), epopeję napisaną wierszem białym. W grudniu 1793 poznał w Bristolu poetę Roberta Lovella, z którym w kwietniu następnego roku zaczął planować wydanie wspólnego tomu poezji. Ich Poematy ukazały się drukiem w grudniu 1795.  W czerwcu 1794 poznał Samuela Taylora Coleridge’a, później bliskiego przyjaciela, wraz z którym napisał w lipcu 1794 roku lichy dramat Upadek Robespierre’a, będący próbą zrozumienia niespodziewanej ewolucji francuskiego buntu oraz współtworzył utopijną koncepcję pantysokracji (patrz: Demokratyczna utopia i jej upadek).

### Portugalia
Po rozczarowaniu, jakie przyniósł upadek haseł wolnościowych we Francji oraz po wielkiej kłótni z Coleridge’em, Southey opuścił Anglię i na pół roku wyjechał do Portugalii (grudzień 1795 – maj 1796). Powrócił do niej jeszcze raz cztery lata później (maj 1800 – czerwiec 1801). W Portugalii, którą głęboko ukochał, przebywał w poważnym celu intelektualnym – uczył się języka oraz zbierał materiały dotyczące historii kraju i jej wielkiej ówczesnej kolonii Brazylii. Southey jest autorem kilkudziesięciu prac naukowych z zakresu dziejów i obyczajowości Portugalii i dziś przez Brytyjczyków bardziej znany jest jako znawca zagadnień Półwyspu Pirenejskiego niż poeta.

### Na dworze królewskim
W roku 1813 trzydziestodziewięcioletni Southey otrzymał największe wyróżnienie, jakie może spotkać poetę brytyjskiego – tytuł poeta laureatus (poeta-laureat). Pierwotnie nagrodę miał dostać Walter Scott, ale odmówił i na swoje miejsce protegował właśnie Southeya.
George Gordon Byron bardzo radykalnie i z goryczą wypowiadał mu przyjęcie tego tytułu (zarzucił mu zaprzaństwo), który przyznawany był osobiście przez króla. Southey tym samym stał się zwolennikiem torysów i często tworzył pochlebne ody na cześć dworu (jako poeta laureatus do końca życia miał obowiązek raz w roku pisać wiersz na cześć Jerzego III i jego przybocznych). Przeszedł od młodzieńczego kultu dla rewolucji francuskiej do stanowiska poety nadwornego, urzędowego dostawcy wiernopoddańczych panegiryków.

### W Krainie Jezior
7 września 1803 roku wraz z żoną Edith Fricker (która była młodszą siostrą małżonki Coleridge’a – Sary) oraz dziećmi wprowadził się do ogromnego domu Coleridge’a Greta Hall w malowniczym Keswick w Krainie Jezior. Obaj przyjaciele pogodzili się i zapomnieli o dawnych urazach, a Southey mieszkał w Greta Hall do końca swojego życia, z rzadka tylko wyjeżdżał do Londynu lub zagranicę. Utrzymywał też rodzinę Coleridge’a, który dziećmi zajmował się w sposób umiarkowany. Spokojne życie Southeya w Keswick przerywane było częstymi dramatami prywatnymi – w latach 1802-1819 zmarło czworo z ośmiorga jego dzieci, w tym (w 1816) ukochany, ponadprzeciętnie uzdolniony syn Herbert. Dla Southeya, czułego i kochającego ojca, był to wielki cios, z którego nie potrafił się podnieść. W roku 1837 zmarła jego żona Edith. Dwa lata później sześćdziesięciopięcioletni artysta poślubił poetkę Caroline Bowles, z którą korespondował przez ostatnie dwadzieścia lat.
Ostatnie lata swojego życie Southey spędził w obłędzie. W lutym 1843 roku dostał silnego ataku apopleksji, zaś miesiąc później – 21 marca – zmarł.

## Twórczość
Robert Southey jest zupełnie inną indywidualnością twórczą niż Wordsworth, czy Coleridge. Stanisław Kryński, badacz twórczości poetów jezior napisał o nim: talent niewątpliwy, ale nieposiężnego geniuszu szukalibyśmy na próżno. Southey był poetą bardzo pracowitym i zostawił po sobie duży dorobek literacki, ale w zgodnej opinii większości historyków literatury ilość w przypadku Southeya bardzo rzadko przechodziła w jakość. Pracował on, inaczej niż dwaj pozostali artyści z Krainy Jezior, jako zawodowy pisarz, żył z tego i często zmuszony był pisać na zamówienie, co bardzo odbiło się na jakości jego utworów.
Najbardziej cenione w dorobku Southeya pozostają ballady (powstałe w latach 1798-1803), przy czym Kryński dodaje, że naprawdę ciekawe są tylko dwie z nich – Po bitwie pod Blenheim (jeden z pierwszych w historii utworów pacyfistycznych) oraz Uczony. Southey jest także autorem historii uznanej dziś za klasykę literatury dziecięcej – Opowieść o trzech niedźwiadkach. Napisał również kilka książek biograficznych, najbardziej znaną i cenioną jest Żywot Nelsona (1813), życiorys najsławniejszego marynarza w dziejach Anglii, do dziś mającej opinię wzorowej biografii, w której autor ujawnił duży talent opisowy. Przyglądając się twórczości tego pisarza daje się zauważyć, że poezja, za którą był najbardziej ceniony za życia, jest obecnie jedną z najbardziej krytykowanych (lub zapomnianych) elementów w jego dorobku.
Jest również Southey autorem aż pięciu eposów – Joanna d’Arc (1796), Madoc (1805), Thalaba Niszczyciel (1801), Klątwa Kehamy (1810) oraz Roderyk, ostatni z Gotów (1814), jak również poematu A Tale of Paraguay (1825). Wszystkie bez wyjątków uznane są za literackie buble. W opinii większości historyków Southey przejawiał duży zapał epicki, nie odpowiadający talentowi. Jack Simmons, biograf poety, epos Madoc nazwał najdłuższym, najmniej udanym i najżmudniejszym ze wszystkich pięciu.

### Widzenie Sądui odpowiedź Byrona
W styczniu 1820 roku w wieku 82 lat zmarł przebywający od dłuższego czasu w obłąkaniu król Jerzy III. Rok później Southey napisał długi poemat Widzenie Sądu (A Vision od Judgment), w którym przedstawił zaświatowy sąd nad duszą króla, zakończony triumfalnym wkroczeniem zmarłego do raju. Utwór napisany został heksametrem (w poezji angielskiej nigdy się nie przyjął) i wyróżniał się nie tylko marnością stylu i kompozycji, ale i dużym żywiołem panegiryzmu. Kryński mówi o poemacie wprost – lizusowski i podsumowuje ostrym stwierdzeniem: Jeszcze chyba nie było na świecie człowieka, który by Widzenie Sądu przeczytał z przyjemnością. W przedmowie do Widzenia Sądu Southey w bardzo ostrych słowach zaatakował Byrona i Shelleya, nazywając ich m.in. szatańską szkołą poezji.
Przebywający na dobrowolnym wygnaniu we Włoszech Byron dostał poemat Southeya i wpadł w szał. Błyskawicznie napisał odpowiedź, której również nadał tytuł Widzenie Sądu (The Vision od Judgment, tj. jedyne możliwe widzenie sądu, podczas gdy southeyowskie A Vision of Judgment oznacza jakieś, pewne widzenie sądu). Miażdżąca replika Byrona nie tylko demaskowała Southeya jako przeciętnego poetę, ale i jako zdrajcę. Autor Korsarza powrócił do wysuniętych przy okazji odbierania tytułu poety laureatus przez autora Po bitwie w Blenheim zarzutów o jego sprzeniewierzenie się ideałom rewolucji. Ostatnie słowo w dyskusji należało do Byrona, a jego skuteczna odpowiedź w postaci własnego Widzenia Sądu uznana jest do dziś za jeden z najgenialniejszych wierszy poety. Oto najbardziej znany fragment byronowskiej satyry, krytykujący zmianę światopoglądu Southeya:
Pisał pochwałę królobójcy; potem
pisał powszechną monarchów pochwałę;
Rzeczpospolitą wychwalał z polotem,
By ją następnie uznać za zakałę;
Antyjakobin, jakobin z powrotem.
Antyjakobin głosił raz z zapałem
Pantisokrację, po czym zmienił zdanie
I skórę – równie łatwo jak ubranie.
Śpiewał przeciwko wojnom; domorosłą
Opiewał sławę wojaków; ze wstrętem
Krytykę uznał za brzydkie rzemiosło –
I przypochlebnym został recenzentem,
Płatnym przez tychże, co z miną wyniosłą
Nad moralnością jego i talentem
Kręcili nosem; mnóstwo białych wierszy
I szarej prozy spłodził bard nieszczery.
tłum. Cz. Jastrzębiec-Kozłowski